# Re Manfredi (opera)
Re Manfredi (in tedesco König Manfred), op. 93 è un'opera romantica in 5 atti di Carl Reinecke su libretto di Friedrich Roeber. Fu composta nel 1866 e messa in scena nel 1867 a Wiesbaden.

## Storia
L'opera fu composta tra l'aprile ed il dicembre del 1866 a Lipsia, dove Reinecke era già direttore del Gewandhaus e professore al Conservatorio. La prima rappresentazione ebbe luogo al Teatro di corte di Wiesbaden il 26 luglio 1867, con Wilhelm Jahn come direttore. Sebbene la prima ebbe un enorme successo, l'opera rimase in repertorio solo per un certo periodo (un libretto stampato apparve solo nel 1881). L'ouverture e il preludio del V atto rimasero comunque tra le composizioni preferite di Reinecke.
La partitura completa dell'opera fu pubblicata da Breitkopf & Härtel nel 1868, così come la partitura vocale. Diversi estratti dei brani più popolari vennero successivamente pubblicati in diversi arrangiamenti.

## Ruoli
| Ruolo                                         | Ruolo                                             | Tipo di voce   | Cast alla prima |
| --------------------------------------------- | ------------------------------------------------- | -------------- | --------------- |
| Carlo d'Angiò                                 | Carlo d'Angiò                                     | —              |                 |
| Re Manfredi                                   | Re Manfredi                                       | tenore         |                 |
| Elena, sua sposa                              | Elena, sua sposa                                  | soprano        |                 |
| Ottaviano, legato e cardinale                 | Ottaviano, legato e cardinale                     | basso          |                 |
| Fulco                                         | baroni pugliesi e siciliani , banditi da Manfredi | primo tenore   |                 |
| Ruffo                                         | baroni pugliesi e siciliani , banditi da Manfredi | secondo tenore |                 |
| Borello                                       | baroni pugliesi e siciliani , banditi da Manfredi | baritono       |                 |
| Fasanella                                     | baroni pugliesi e siciliani , banditi da Manfredi | baritono       |                 |
| Annibaldi                                     | baroni pugliesi e siciliani , banditi da Manfredi | basso          |                 |
| Ghismonda, monaca                             | Ghismonda, monaca                                 | soprano        |                 |
| Eckart                                        | Eckart                                            | baritono       |                 |
| Un paggio                                     | Un paggio                                         | mezzosoprano   |                 |
| Coro: pescatori, saraceni e saracene, banditi |                                                   |                |                 |

## Trama
L'opera racconta la storia di Manfredi, re di Sicilia (1232-1266), e la sua vita spesa a combattere contro mezza Europa, fino alla sua caduta in battaglia contro Carlo I d'Angiò. Tutta l'azione si svolge nel 1266 a Napoli e a Benevento.